# Culicoides ritzei
Culicoides ritzei är en tvåvingeart som beskrevs av Dzhafarov 1964. Culicoides ritzei ingår i släktet Culicoides och familjen svidknott. Inga underarter finns listade i Catalogue of Life.